# Gleccserbolha
A gleccserbolha (Desoria saltans vagy Isotoma saltans) az ugróvillások közé tartozó ízeltlábú faj. A havasi régiókban Európa-szerte elterjedt, igen gyakori az Alpok területén. Bár hivatalosan a D. saltans „a” gleccserbolha, a köznyelvben számos más, hasonló fajt is szokás így hívni.
Testük 1,5-2,5 mm hosszú, fekete színű, így a fehér havon vagy gleccserek jegén könnyen észrevehetőek. Hóolvadáskor rengetegen összegyűlhetnek a felszínen, ilyenkor a szinte feketére festik a jeget. Az ugróvillások többségéhez hasonlóan testhosszának sokszorosát is képes megugrani. Táplálékául kriokonit, pollenek, növényi és egyéb szerves maradványok, valamint a Chlamydomonas nemzetségbe tartozó havasi algák szolgálnak.